# Exochella tricuspis
Exochella tricuspis is een mosdiertjessoort uit de familie van de Exochellidae. De wetenschappelijke naam van de soort is, als Mucronella tricuspis, voor het eerst geldig gepubliceerd in 1881 door Hincks.